# Q-ship

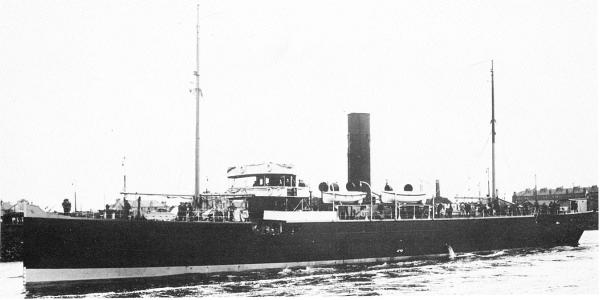
Navio-comandante britânico da Primeira Guerra Mundial HMS Tamarisk

Os Q-ships, ou Q-boats (ou ainda "navios-isca", "navios de serviço especial" ou "navios misteriosos", eram navios mercantes fortemente armados com armamento oculto, projetados para atrair submarinos para fazer ataques de superfície. Isso deu aos Q-ships a chance de abrir fogo e afundá-los. O uso de Q-ships contribuiu para o abandono das regras dos cruzadores que restringiam os ataques a navios mercantes desarmados e para a mudança para a guerra submarina irrestrita no século XX.